# Татарские Карамалы
Татарские Карамалы — село в Сармановском районе Татарстана. Входит в состав Александровского сельского поселения.

## География
Находится в восточной части Татарстана на расстоянии приблизительно 15 км на юго-восток по прямой от районного центра села Сарманово.

## История
Основано в XVIII веке, упоминалось также как Карамалы. До 1860-х годов часть жителей учитывалась как башкиры и тептяри. В начале XX века упоминалось о наличии 2 мечетей и мектеба.
В «Списке населенных мест по сведениям 1870 года», изданном в 1877 году, населённый пункт упомянут как деревня Кармалы 2-го стана Мензелинского уезда Уфимской губернии. Располагалась при речке Кармалке, по правую сторону просёлочной дороги из Мензелинска в Бугульму, в 70 верстах от уездного города Мензелинска и в 10 верстах от становой квартиры в селе Александровское (Кармалы). В деревне, в 163 дворах жили 1027 человек (506 мужчин и 521 женщина, тептяри, татары), были мечеть, училище. Жители занимались земледелием, скотоводством.
По сведениям переписи 1897 года, в деревне Карамалы Мензелинского уезда Уфимской губернии жили 635 человек (329 мужчин и 306 женщин), все мусульмане.

## Население
Постоянных жителей было: в 1834—884, в 1870—1027, в 1897—906, в 1920—1301, в 1926—833, в 1938—959, в 1949—666, в 1958—645, в 1970—720, в 1979—627, в 1989—392, 366 в 2002 году (татары 94 %), 340 в 2010.